# Dicranomyia cuneata
Dicranomyia cuneata är en tvåvingeart som beskrevs av Frederick Askew Skuse 1890. Dicranomyia cuneata ingår i släktet Dicranomyia och familjen småharkrankar. Inga underarter finns listade i Catalogue of Life.